# Draper (Virginia)
Draper è un census-designated place (CDP) degli Stati Uniti d'America, situato nello stato della Virginia, nella contea di Pulaski. Secondo il censimento del 2020 gli abitanti di Draper ammontavano a 291.